# Pequenos Crimes Conjugais
Petits crimes conjugaux (publicada em português como Pequenos crimes conjugais) é uma peça teatral do dramaturgo francês Éric-Emmanuel Schmitt, um suspense romântico escrito em 2004.

## Sinopse
Após um acidente, o escritor de romances policiais Gilberto sofre de amnésia. O conhecimento sobre seu casamento depende do relato das memórias de sua esposa, a pintora Lia.